# La civetta sul comò
La civetta sul comò  è un romanzo dello scrittore italiano Mario Biondi pubblicato nel 1986.

## Trama
Un giornalista-scrittore italiano trapiantato a New York e in crisi di ispirazione torna a Milano, dove si trova immediatamente coinvolto nella misteriosa scomparsa del dirigente di un'ambigua azienda chimica, grande amico di molti suoi amici. La ricerca, stimolata da due di questi amici, una regina dei salotti milanesi e una bellicosa giornalista, lo porta fino al Vicino Oriente, da dove rientra in tempo per assistere allo scioglimento (in maniera comicamente casuale) dell'intrigo.

Nel 2014 l'autore ha ripubblicato il romanzo in formato ebook per Kindle con il titolo originariamente da lui proposto ma scartato dall'editore: L'Araba Fenice

## Edizioni
- Mario Biondi, La civetta sul comò, Longanesi, 1986,  pp. 246, ISBN 88-304-0659-7.
- Mario Biondi, L'Araba Fenice, Mario Biondi Editore, 2015, ASIN: B00O4A3S3S.